# 골파르
골파르(페르시아어: گُلپَر, 학명: Heracleum persicum 헤라클레움 페르시쿰[*])는 미나리과의 여러해살이풀이다.

## 분포
서남아시아에 분포한다. 이란과 터키가 원산지이다.

## 이용
씨와 잎, 줄기, 꽃잎이 이란 요리에 쓰인다.
골파르 씨는 작고 가늘며, 강한 향과 약한 쓴맛을 지닌다. 보통 말려서 가루를 내는데, 이 가루 향신료가 여러 가지 콩 요리나 국물 요리에 쓰인다. 식초와 섞어서 상추를 찍어 먹는 데 쓰기도 한다.
어린 잎·줄기는 절여서 토르시로 만들어 먹기도 한다. 골파르 잎과 줄기로 만든 토르시는 "토르시에 골파르(ترشی گلپر)"라 부른다.
골파르 꽃잎은 아드비예라 불리는 배합 향신료를 만드는 데 쓰인다.

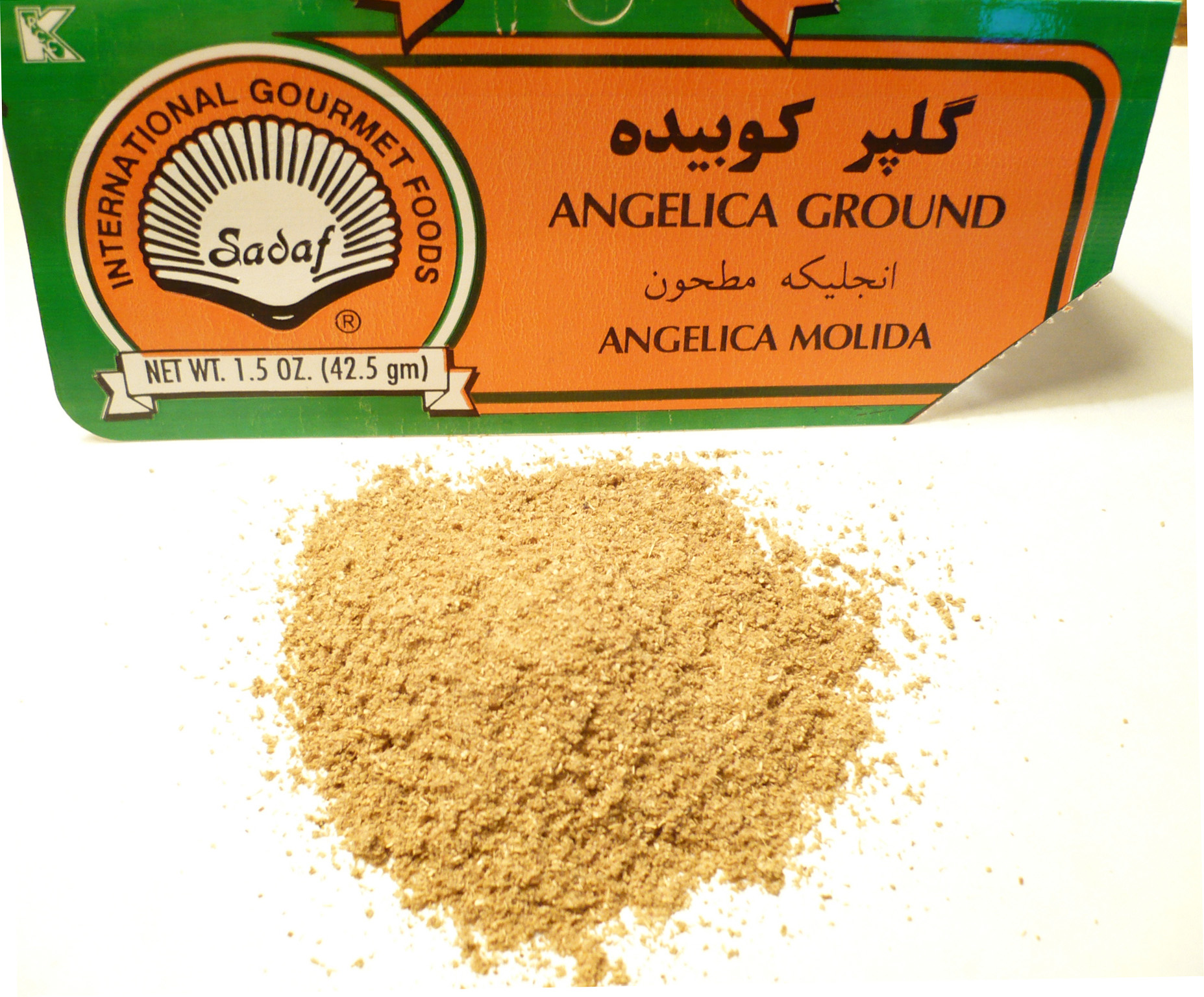
골파르 씨 가루